# قصر الرسلانية
قصر الرسلانية أحد القصور الأثرية التي تقع في القريات شمال المملكة العربية السعودية.

## الوصف
القصر عبارة عن منزل مكون من دورين، يقع على بعد 45 كم من التجمع السكاني في محافظة القريات، مساحته نحو 150 متر مربع، ويقع في قرية إثره بجوار مسجد صغير أساساته من الحجارة البازلتية السوداء وجدرانه من الطين، ويتكون من عدة غرف، ويعرف الطابق العلوي باسم الروشن. لم يتبق من القصر سوى أساساته التي بني عليها غرف من الطين المسقوف بالأثل وجريد النخيل، ويوجد بجوارها قنوات مياه تحت الأرض وبئر ماء.